# Santo Domingo del Río
Santo Domingo del Río är en ort i Mexiko.   Den ligger i kommunen San Pedro Teutila och delstaten Oaxaca, i den sydöstra delen av landet, 300 km sydost om huvudstaden Mexico City. Santo Domingo del Río ligger 102 meter över havet och antalet invånare är 996.
Terrängen runt Santo Domingo del Río är varierad. Runt Santo Domingo del Río är det ganska glesbefolkat, med 39 invånare per kvadratkilometer. Närmaste större samhälle är San Felipe Jalapa de Díaz, 4,1 km norr om Santo Domingo del Río. I omgivningarna runt Santo Domingo del Río växer i huvudsak städsegrön lövskog.